# Diez
Diez é uma cidade da Alemanha localizado no distrito de Rhein-Lahn, estado da Renânia-Palatinado.
É membro e sede do Verbandsgemeinde de Diez.